# ペーター・シールゲン

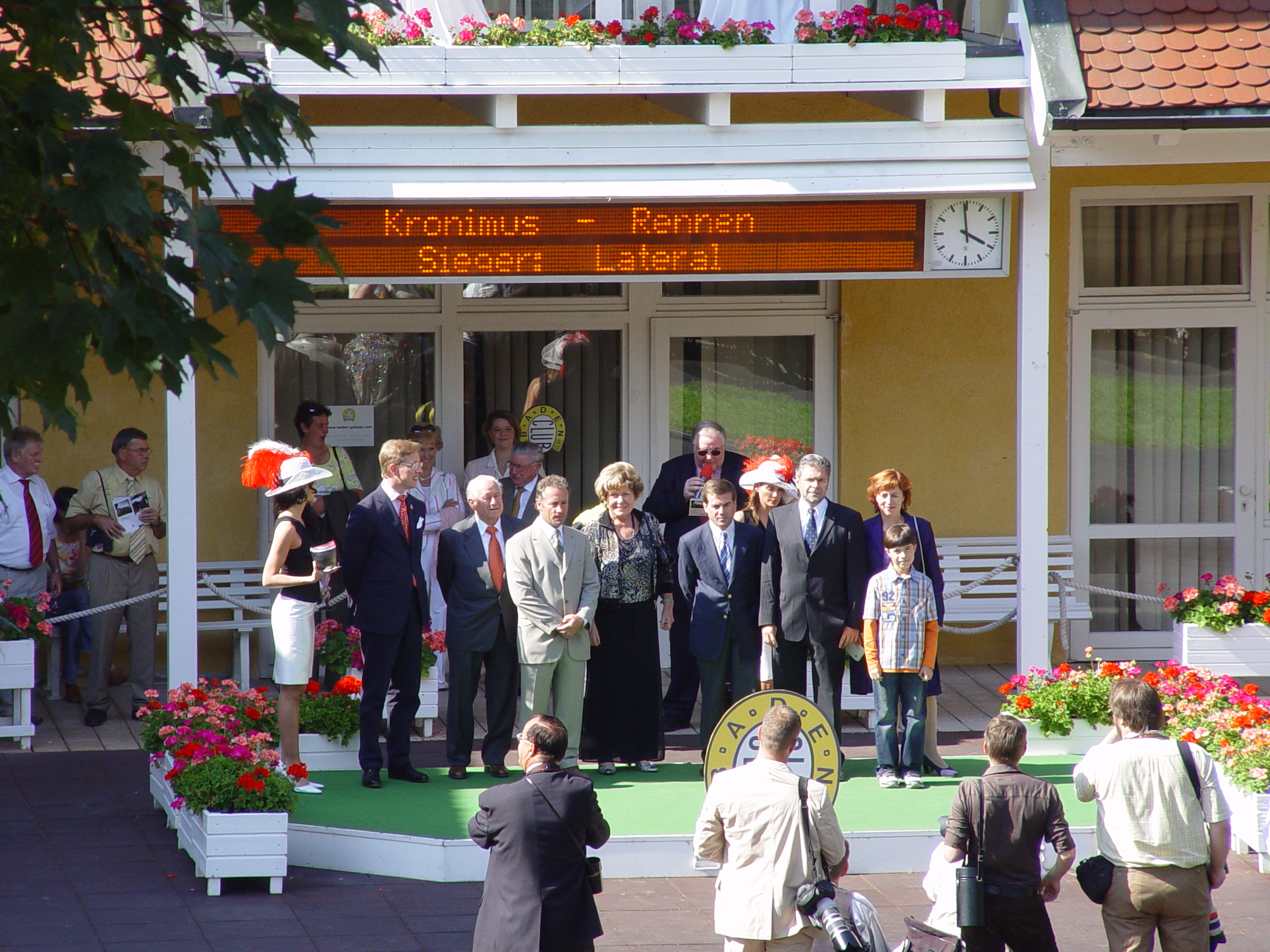
Kronimus Rennen Iffezheim

ペーター・シールゲン（Peter Schiergen、1965年3月23日 - ）は、ドイツで厩舎を構えている調教師。元騎手でもある。出身地はドイツ。名前は英語読みでピーターと表記される場合もある。

## 来歴

### 騎手時代
1981年にドイツで見習い騎手となった。1989年ハインツ・イェンツ厩舎に移り同厩舎の主戦騎手として騎乗し、1992年に初めてドイツのリーディングジョッキーとなり、通算5度リーディングジョッキーとなる。
ロミタス、モンズーン、ランド、タイガーヒルなど、1980年～1990年代のドイツを代表する名馬の主戦騎手を勤めたが、騎手としてはドイチェスダービー（独ダービー）制覇は達成できなかった。
1997年、調教師転向に伴い騎手を引退した。騎手成績は通算1451勝。

### 調教師時代
1998年、調教師となり、ケルン郊外のStall Asterblossomをイェンツ調教師より引き継ぐ形で厩舎を開業した。同年のバーデン大賞をタイガーヒルが制し、開業1年目で管理馬がG1競走初勝利を挙げた。
2002年、ボレアルがイギリスのコロネーションカップを制し、管理馬の海外G1競走初勝利を挙げた。さらに同年に初めてドイツのリーディングトレーナーとなった。
2011年、デインドリームで凱旋門賞に勝利した。走破タイム2:24.49 は凱旋門賞レコードタイム。なお、ドイツ産馬初の凱旋門賞勝利、ドイツ調教馬として（1975年のシュターアピール以来）36年ぶり2頭目の快挙である。
2012年、デインドリームでキングジョージ6世&クイーンエリザベスステークスに勝利した。なお、ドイツ馬初のキングジョージ優勝馬であり、凱旋門賞とキングジョージを共に制した牝馬は史上初である。

## おもな記録
- ドイツのリーディングジョッキー（5回）
  - 1992年、1993年、1994年、1995年、1996年
- ドイツのリーディングトレーナー（3回）
  - 2002年、2005年、2006年
- 凱旋門賞制覇（1回）
  - 2012年
- ドイチェスダービー（独ダービー）制覇（6回）
  - 2001年、2006年、2008年、2013年、2015年、2022年

## おもな管理馬

### G1競走優勝馬（管理時）
- Tiger Hill / タイガーヒル（1998年バーデン大賞、1999年バーデン大賞）
- Boreal / ボレアル（2001年ドイチェスダービー、コロネーションカップ）
- Iota / イオタ（2002年ディアナ賞）
- Guadalupe / グアダルーペ（2002年伊オークス）
- Soldier Hollow / ソルジャーホロウ（2004年ローマ賞、2005年ローマ賞、バイエルンツフトレネン、2007年バイエルンツフトレネン）
- Konigstiger / コーニッヒスティーガー（2004年グランクリテリウム）
- Lateral / ラテラル（2005年グランクリテリウム）
- Schiaparelli / スキャパレリ（2006年ドイチェスダービー、2007年ドイツ賞、オイロパ賞、ジョッキークラブ大賞）
- Quijano / キジャーノ（2007年ドバイシティーオブゴールド、バーデン大賞）
- Rosenreihe / ローゼンライエ（2008年ディアナ賞）
- Kamsin / カムジン（2008年ドイチェスダービー、ラインラントポカル、バーデン大賞）
- Danedream / デインドリーム（2011年凱旋門賞、バーデン大賞、ベルリン大賞、2012年キングジョージ6世&クイーンエリザベスステークス、バーデン大賞）
- Salomina / サロミナ（2012年ディアナ賞。現役引退後、本邦輸入。代表産駒に朝日杯フューチュリティステークス勝ち馬サリオス）
- Girolamo / ジローラモ（2012年オイロパ賞）
- Luckey Speed / ラッキースピード（2013年ドイチェスダービー）
- Nymphea / ニンフィア（2013年ベルリン大賞）
- Neatico / ニアティコ（2013年バイエルンツフトレネン）
- Empoli / エンポリ（2014年オイロパ賞）
- Nutan / ヌタン（2015年ドイチェスダービー）
- Lovelyn / ラブリン（2015年ジョッキークラブ大賞）
- Nightflower / ナイトフラワー（2015年オイロパ賞、2016年オイロパ賞）
- Lacazar / ラカザー（2017年ディアナ賞）
- Sammarco / サンマルコ（2022年ドイチェスダービー）

### 重賞競走優勝馬（管理時）
- Manduro / マンデュロ（2004年ヴィンターファヴォリテン賞）

## おもな所属騎手
- アンドレアシュ・シュタルケ
- バウイルザン・ムルザバエフ